# Фрасинеле Полезине
Фрасинѐле Полѐзине (на италиански: Frassinelle Polesine) е село и община в Северна Италия, провинция Ровиго, регион Венето. Разположено е на 7 m надморска височина. Населението на общината е 1541 души (към 2012 г.).